# Friedrich Liebau
Friedrich Karl Franz Liebau, né le 31 mai 1926 à Berlin et mort le 11 mars 2011 à Kiel, est un chimiste allemand et professeur émérite de minéralogie de l'université de Kiel.

## Biographie
Friedrich Liebau grandit à Berlin avec deux sœurs dans la famille du maître tapissier Otto Liebau et de sa femme Anna Liebau, née Hecklau. Après le Notabitur il est appelé au service militaire de 1944 à 1945 et prend part à la guerre. Il passe la fin de la guerre dans un hôpital militaire à cause de blessures par balles, échappant ainsi à une longue captivité en Sibérie.
Après la guerre, il étudie la chimie à l'université Humboldt de Berlin puis à l'Académie des sciences de la RDA à Berlin. Sous la direction d'Erich Thilo, il obtient son diplôme en 1951 avec le mémoire « Über das Na2BeF4 und seine Beziehung zum Ca2SiO4 » (« Sur Na2BeF4 et sa relation avec Ca2SiO4 ») et devient docteur en 1956 avec sa thèse « Über die Kristallstrukturen des (NaAsO3)x, der Hochtemperaturmodifikation des Maddrellschen Salzes (NaPO3)x(l), des ß-Wollastonits CaSiO3 und einiger strukturell verwandter wasserhaltiger Calciumsilicate » (« Sur les structures cristallines de (NaAsO3)x, de la modification de haute température du sel de Maddrell (NaPO3)x(l), de la ß-wollastonite  CaSiO3 et de quelques silicates de calcium hydratés de structures similaires »).
En 1952 il épouse Waltrude Liebau, née Martini, avec qui il a quatre enfants : Elisabeth Liebau (née en 1953), Martin Liebau (né en 1954), Barbara Liebau-Danker (née en 1956) et Christine Riewerts (née en 1961). En 1960 il fuit Berlin-Est vers l'Allemagne de l'Ouest. Il travaille en tant que scientifique à l'institut Max-Planck de recherche sur les silicates à Wurtzbourg et obtient son habilitation en 1964 à l'université de Wurtzbourg grâce à ses travaux sur la cristallochimie des silicates.
En 1965, Friedrich Liebau devient professeur de minéralogie et cristallographie à l'université de Kiel. Il y continue ses recherches sur la structure cristalline des silicates et met au point dans ce but un système de classification. Son livre Structural Chemistry of Silicates publié en 1985 est aujourd'hui largement reconnu comme un ouvrage d'enseignement de référence sur la structure cristalline des silicates, qui représentent la majorité des minéraux sur la Terre.
Dans les années 1980 il s'intéresse à la structure et à la synthèse de clathrates, silicates contenant des cavités dans lesquelles des molécules organiques ou inorganiques peuvent être stockées, et des zéolithes, aluminosilicates contenant des cavités dans lesquelles des cations peuvent s'insérer. Ces derniers sont utilisés en grosses quantités dans l'industrie, comme échangeurs d'ions pour adoucir l'eau par exemple.
En 1991, alors qu'il est président de la faculté de mathématiques et de sciences naturelles, il devient professeur émérite et continue activement ses travaux de recherche. Jusqu'à son décès en mars 2011, il travaille à une extension de la théorie de valence des liaisons, avec laquelle certaines propriétés des matériaux comme la supraconductivité à haute température critique pourraient être expliquées.

## Distinctions
- 1990 : médaille Abraham Gottlob Werner de la Deutsche Mineralogische Gesellschaft (DMG)
- 1995 : docteur honorifique de faculté de géosciences de l'université de Wurtzbourg
- 1998 : membre honorifique de la Deutsche Gesellschaft für Kristallographie (DGK)
- 2002 : médaille Carl Hermann de la DGK
- 2005 : membre honorifique de la DMG

La liebauite, un minéral découvert dans l'Eifel en 1992, a été nommée en son honneur,.

## Œuvres
(en) Friedrich Liebau, Structural Chemistry of Silicates : Structure, Bonding and Classification, Berlin/Heidelberg/New York etc., Springer-Verlag, 1985, 347 p. (ISBN 3-540-13747-5)